# Édgar García de Dios
Édgar Arturo García de Dios (* 1. September 1977 in Mexiko-Stadt; † 26. Juni 2010 in Naucalpan) war ein mexikanischer Fußballspieler. Anfang der 1990er Jahre galt der entweder im offensiven Mittelfeld- oder Angriff eingesetzte Spieler als großes Talent, schaffte jedoch niemals den Durchbruch. 2000 beendete er im Alter von 23 Jahren seine kurze Karriere, die zu Beginn stark vom mexikanischen Nationalhelden Hugo Sánchez unterstützt wurde.
Nach seinem jähen Karriereende verdiente er seinen Lebensunterhalt als Taxifahrer. Im Juni 2010 wurde er durch sieben Schüsse aus kurzer Distanz ermordet in seinem Taxi aufgefunden.

## Vereinskarriere

### Karrierebeginn
García begann seine Karriere in der Jugend der UNAM Pumas, wo er sich Anfang der 1990er Jahre zu einem der größten mexikanischen Fußballtalente entwickelte. Bereits im Alter von fünfzehn Jahren kam er erstmals in der mexikanischen U-17-Nationalmannschaft zum Einsatz. Weiters avancierte er 1993 zum jüngsten Mitglied im mexikanischen Aufgebot für die U-17 Weltmeisterschaft in Ghana.
Nachdem er daraufhin nicht die Aufnahme in den Profikader des Vereins gefunden hatte, wechselte er Ende 1994 aus der Jugend der Pumas zum Ligakonkurrenten CF Atlante. Die Verpflichtung des Spielers erfolgte über Vermittlung der UNAM-Legende und damaligen Stürmerstar von Atlante Hugo Sánchez, der in Folge seine Karriere stark forcierte. 1995 startete er daraufhin in zwei Spielen als Stürmer an der Seite von Sanchez, ehe dieser nach Österreich zum FC Linz wechselte. Bis zum Saisonende folgten elf weitere Spiele mit einem Torerfolg, ehe ihn abermals der Ruf von Sánchez erreichte.

### FC Linz
Am 15. Dezember 1995 wechselte er abermals über Empfehlung von Sanchez zu dessen damaligen Verein FC Linz in die österreichische 2. Division. Der Wechsel erwies sich für alle Beteiligten zum Glücksfall. García kam bis zum Saisonende in sieben Spielen zum Einsatz, in denen er sechs Tore erzielen konnte und vier weitere vorbereitete. Linz feierte mit zwölf Punkten Vorsprung den unangefochtenen Meistertitel in der 2. Division und den damit verbundenen Aufstieg in die Bundesliga. Nach dem Aufstieg verließ Sánchez den Verein wieder in Richtung Dallas Burn, woraufhin auch García Wechselabsichten kundtat. Der damalige FC-Manager Jürgen Werner legte jedoch sein Veto gegen einen Wechsel ein, da er mit García als Star in Liga 1 plante.
Die Spielzeit 1996/97 entwickelte sich für den Verein jedoch gegen die hohen Erwartungen. Der Verein befand sich von Saisonbeginn an im Abstiegskampf und García agierte als einer der Hoffnungsträger vollkommen lustlos und präsentierte sich außer Form. García begründete seine schwachen Leistungen vor allem damit, sich ohne Sánchez in Linz nicht mehr wohlzufühlen und erzwang damit regelrecht einen weiteren Wechsel. Ende 1996 folgte daraufhin nach zwölf Erstligaspielen ohne Torerfolg die Vertragsauflösung in Linz.

### Toluca & UAG
1997 unterschrieb der trotz seines unrühmlichen Abgangs aus Linz immer noch in Mexiko als großes Talent geltende Garcia einen Vertrag beim damaligen Spitzenverein Deportivo Toluca. Mit Toluca gewann er zweimal den "Verano Meistertitel" und wurde ebenso oft "Superlider" als Punktbester Verein Mexikos. Aufgrund vieler Verletzungen und einem großen Konkurrenzkampf im Kader von Toluca, war er jedoch in keiner Phase seiner Zeit beim Verein Stammspieler und kam in vier Jahren zu lediglich dreizehn Ligaeinsätzen ohne Torerfolg. Nachdem er sich 1999 auch noch eine schwere Knieverletzung zuzog, wurde sein auslaufender Vertrag nicht mehr verlängert.
Zur Invierno 1999 unterschrieb er direkt aus der Rekonvaleszenz kommend einen Probevertrag über 4 Monate samt Option beim mexikanischen Mittelständer, UAG Tecos. Es folgten neun Spiele ohne Torerfolg, in denen er wieder ansprechende Leistungen brachte, die ihm eine Vertragsverlängerung bei UAG einbrachte. Nach sieben Spielen in der Verano 2000 verletzte er sich jedoch abermals schwer am Knie, woraufhin er seine Karriere im Alter von nur 23 Jahren beenden musste.

### Ermordung
Am 26. Juni 2010 wurde Garcías Leichnam am Fahrersitz seines Taxis in der mexikanischen Stadt Naucalpan aufgefunden. Die derzeitigen Ermittlungen ergaben, dass er aus nächster Nähe, mutmaßlich vom Beifahrersitz seines Fahrzeuges aus, mit sieben Schüssen aus einer Faustfeuerwaffe des Kalibers 45 erschossen wurde. Der Fall ist derzeit (Stand: Juli 2010) noch ungeklärt.

## Nationalmannschaft
Als großes Talent feierte er 1993 im Alter von 15 Jahren sein Debüt in der mexikanischen U-17 Nationalmannschaft, in dem ihm gleich ein Torerfolg gelang. In Folge war er als jüngstes Mitglied im Kader bei der U-17 Weltmeisterschaft in Ghana für Mexiko aktiv. Im Verlauf der Weltmeisterschaft kam er in allen drei Vorrundenspielen zum Einsatz und erzielte das entscheidende Tor zum 2:1-Sieg im Eröffnungsspiel seines Landes gegen Italien. Ein weiteres Tor folgte bei der 1:2-Niederlage gegen Japan, ehe Mexiko als Drittplatzierter bereits in der Vorrunde ausschied.
1997 sorgte er als Mitglied der mexikanischen U-20 Nationalmannschaft für Aufsehen, als er aufgrund disziplinärer Gründe aus dem Kader der Mannschaft für das Turnier von Toulon gestrichen wurde.
In Folge strich ihn Trainer Javier Galindo überraschend auch aus dem endgültigen Kader für die Junioren-Fußballweltmeisterschaft 1997. Nach 1997 lief er daraufhin nie mehr für eine mexikanische Auswahlmannschaft auf.

## Erfolge
- 2× Mexikanischer Meister: Verano 1998, Verano 1999
- 1× Meister der 2. Division: 1996